# Franz Lechner (Politiker, 1883)
Franz Lechner (* 5. April 1883 in Neulengbach; † 19. Juli 1958 in Linz) war ein österreichischer Politiker (CS/ÖVP) und Kaufmann. Er war Bürgermeister der Gemeinde Windischgarsten und von 1934 bis 1938 Abgeordneter zum Oberösterreichischen Landtag.

## Ausbildung und Beruf
Lechner besuchte die Volksschule in Neulengbach und absolvierte eine Lehre im Kolonialwarenhandel. Er wurde in der Folge Geschäftsführer des Gemischtwarenhandel Kurtz in Sankt Gallen in der Steiermark und erwarb später das Geschäft. In der Folge eröffnete er auch eine Filiale in Windischgarsten.

## Politik und Funktionen
Lechner hatte zahlreiche Funktionen in Wirtschaftskammer, Genossenschaften sowie der römisch-katholischen Kirche inne. So wirkte er als Bezirksobmann der Kammer der gewerblichen Wirtschaft im Bezirk Kirchdorf, war Kammerrat der Handelskammer Oberösterreich und Bezirksobmann des Wirtschaftsbundes. Er war des Weiteren Vorstand der Sparkasse Windischgarsten, Vorstandsmitglied der ADEG Kremsmünster und Vorstandsobmann von ADEG Liezen. Zudem engagierte er sich als Obmann der Großeinkaufsgenossenschaft Liezen. Im kirchlichen Bereich war er als Vorstand des Pfarrkirchenrats Windischgarsten sowie als Dekanatsobmann der Katholische Männerbewegung aktiv. Zudem war er Vorsitzender-Stellvertreter im Bezirksschulrat von Kirchdorf an der Krems, Obmann des Elektrizitätswerks Windischgarsten-Spital und Obmann des Verschönerungsvereins und Fremdenverkehrsvereins Windischgarsten.
Lechner wirkte für die Christlichsoziale Partei als Vizebürgermeister in Windischgarsten, wo er zwischen 1919 und 1922 sowie zwischen 1934 und 1942 auch Bürgermeister war. Er war vom 1. November 1934 bis zum 18. März 1938 während der Zeit des Austrofaschismus auch Vertreter des Handels bzw. Verkehrs im Oberösterreichischen Landtag. Nach dem Zweiten Weltkrieg schloss er sich der Österreichischen Volkspartei und war im November 1945 für rund drei Wochen nochmals Bürgermeister in Windischgarsten.

## Privates
Lechner heiratete 1909 die Tochter von Camillio Kurtz, deren Onkel Heinrich Kurtz ursprünglich Besitzer der von Lechner gekauften Gemischtwarenhandlung war. Lechner wurde Vater von drei Kindern, wobei sein Sohn Camillio später die Gemischtwarenhandlung übernahm.

## Auszeichnungen
- Ehrenbürger der Gemeinde Windischgarsten